# 타탸나 파티츠
타탸나 파티츠(독일어: Tatjana Patitz, 1966년 5월 25일 ~ 2023년 1월 11일)는 독일의 모델, 배우이다.